# Burkhard Kreuter

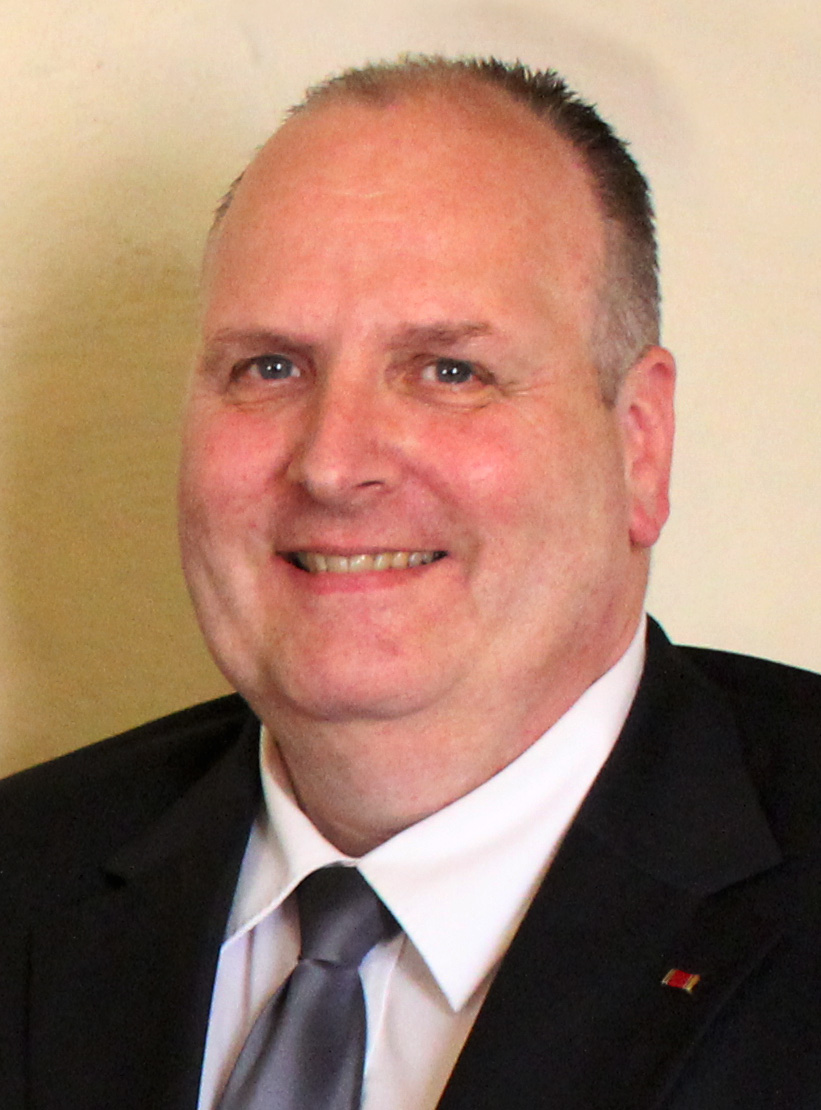
Burkhard Kreuter (2014)

Burkhard Kreuter (* 23. Mai 1955 in Wuppertal) ist ein deutscher Ingenieur und Geodät. Kreuter ist seit 1993 ehrenamtlicher Geschäftsführer des Verbandes Deutscher Vermessungsingenieure (VDV) und leitet darüber hinaus ehrenamtlich die Geschäftsstelle der Geodäsie-Akademie. 2007 wurde er mit der Verdienstmedaille des Bundesverdienstordens ausgezeichnet.

## Leben
Burkhard Kreuter ist in Wuppertal aufgewachsen und studierte nach seiner Berufsausbildung zum Vermessungstechniker Vermessungswesen an der Fachhochschule Essen und legte bei der Stadt Wuppertal die Laufbahnprüfung zum gehobenen vermessungstechnischen Dienst ab. 1990 wurde er beim Ressort Vermessung, Katasteramt und Geodaten der Stadt Wuppertal zum Ressortmanager bestellt. Kreuter ist Städtischer Vermessungsrat und seit 2021 im Ruhestand. Er ist geschieden und hat zwei Kinder.

## Ehrenamtliches Engagement

### Verband Deutscher Vermessungsingenieure
Burkhard Kreuter ist seit 1977 Mitglied im Verband Deutscher Vermessungsingenieure (VDV) e. V. Seit 1983 ist er im Landesvorstand des VDV Nordrhein-Westfalen Referent für Bezirksarbeit und seit 1992 zusätzlich stellvertretender Landesvorsitzender. Seit 1993 ist er ehrenamtlicher Geschäftsführer des VDV-Bundesverbandes.

### Ingenieurkammer-Bau Nordrhein-Westfalen
Kreuter ist seit 1993 freiwilliges Mitglied der Ingenieurkammer-Bau NRW und seit 2004 Mitglied der Vertreterversammlung und war dort Mitglied der Ausschüsse Berufsrecht-Berufsausübung und Kammerrecht. Zuvor war er bereits Mitglied des Gründungsausschusses der Kammer. Seit 2019 ist er Mitglied des Vorstandes und seit 2024 zusätzlich Schatzmeister. Er ist seit 2024 Mitglied in den Ausschüssen Berufspolitik, Finanzen sowie Digitalisierung. Als stellvertretender Delegierter der IK-Bau NRW vertritt er die Kammer auch in der Bundesingenieurkammer.

### Weiteres Engagement
- 1989–heute Mitglied im Förderkreis Vermessungstechnisches Museum und bis 2016 ehrenamtlicher Kassenprüfer.[13] Seit 2017 Mitglied im Kuratorium des Förderkreises.[14]
- 1994–2004 ehrenamtlicher Beisitzer für die Ingenieurkammer-Bau NRW beim Berufsgericht des Verwaltungsgerichts Düsseldorf und des Oberverwaltungsgerichts Münster.
- 2007 Gutachter der Agentur für Qualitätssicherung durch Akkreditierung von Studiengängen (AQAS) für Studiengänge an der Hochschule Anhalt, Dessau.[15]
- 2009–2010 stellvertretender Sachverständiger beim Bundesinstitut für Berufsbildung (BIBB) im Neuordnungsverfahren der Berufsausbildung Vermessungstechniker.
- 2014 Gutachter des Auditteams der ASIIN e.V. für Studiengänge an der Hochschule Neubrandenburg.[16]
- 1999–2007 und 2020-heute Mitglied des Berufsbildungsausschusses für die Ausbildungsberufe in der Geoinformationstechnologie in NRW

## Ehrungen
- 1997 Goldene Ehrennadel des VDV
- 2007 Verdienstmedaille des Bundesverdienstordens der Bundesrepublik Deutschland